# Zuidelijke Verenigde Staten

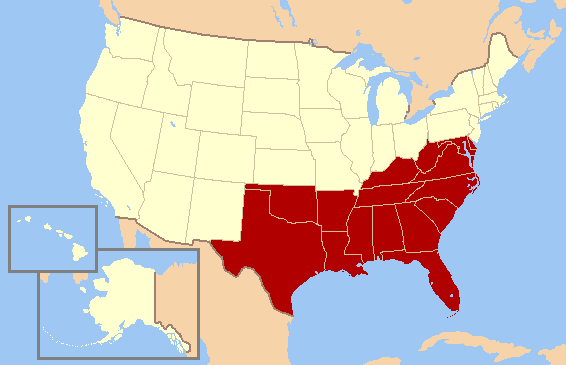
Kaart van de Zuidelijke Verenigde Staten volgens de definitie van de U.S. Census

De Zuidelijke Verenigde Staten (Engels: Southern United States) vormen een grote regio in het zuidoosten en centrale zuiden van de Verenigde Staten. Andere benamingen voor de regio zijn: American South en The South (het Zuiden), alsook de historische benaming Dixie. Het Zuiden heeft zijn eigen gebruiken, literatuur, muziek en kookkunsten ontwikkeld, die de regio van de rest van de Verenigde Staten onderscheidt. Er liggen verschillende factoren aan de basis van die culturele eigenheid, zoals de inheemse bevolking, de vroege Europese kolonisering en immigratie van Spanjaarden, Engelsen, Fransen, Ieren en Schotten, de slavernij en grote Afro-Amerikaanse bevolking, en de nalatenschap van de Confederatie tijdens de Amerikaanse Burgeroorlog.
De Zuidelijke Verenigde Staten waren lange tijd een hoofdzakelijk agrarische regio, maar sinds de laatste decennia van de 20e eeuw is de regio meer geïndustrialiseerd, wat nationale en internationale migratie op gang gebracht heeft. Tegenwoordig is het Zuiden een van de snelst groeiende gebieden in de Verenigde Staten. Hoewel er snelle economische groei is, is er in alle staten van de regio, behalve Maryland, Virginia en Florida, meer armoede dan het nationale gemiddelde. Vooral in de landelijke gebieden is er veel armoede. Er studeren ook minder scholieren af met een diploma secundair onderwijs, de inkomens liggen er lager, de woningen zijn er goedkoper en de algemene levenskost is er lager.
Sociologisch onderzoek heeft uitgewezen dat de collectieve "zuidelijke" identiteit gebaseerd is op politieke, demografische en culturele factoren. Mensen uit het Zuiden zijn gemiddeld conservatiever dan Amerikanen uit de andere regio's, onder andere wat religie, moraliteit, ras en internationale betrekkingen betreft.

## Geografie
Onder de Zuidelijke Verenigde Staten verstaat men doorgaans de zuidelijke helft van de Aaneengesloten Staten, met uitzondering van het zuidwesten, dat geen historische of culturele band heeft met de staten in het zuidoosten. Definities van het Zuiden variëren sterk, maar omvatten meestal alle of een deel van de staten vanaf Texas in het westen tot aan de Atlantische Oceaan in het oosten, tot aan Virginia of Maryland in het noorden. De staten aan de Atlantische Oceaan en ten noorden van het Zuiden, worden met de term Mid-Atlantic aangeduid.
Volgens de definitie gehanteerd door het United States Census Bureau, het agentschap dat tienjaarlijkse volkstellingen uitvoert, omvat de regio dus de volgende staten: Alabama, Arkansas, Delaware, Florida, Georgia, Kentucky, Louisiana, Maryland, Mississippi, North Carolina, Oklahoma, South Carolina, Tennessee, Texas, Virginia en West Virginia. Hoewel Missouri door het Census Bureau niet bij het Zuiden wordt gerekend, heeft de staat wel een historische band met de regio.
In de regio zoals die door het Census Bureau is aangeduid, wonen volgens de volkstelling van 2010 ongeveer 115 miljoen mensen of 37% van de totale bevolking van de Verenigde Staten. De grootste stedelijke gebieden zijn Dallas-Fort Worth-Arlington, de agglomeratie Houston, de agglomeratie Washington D.C.-Arlington-Alexandria, de agglomeratie Miami en de agglomeratie Atlanta.

### Terminologie en deelregio's
De vraag hoe het Zuiden onderverdeeld moet worden in regio's, gaat al lang mee. Een bekende indeling is die van het Census Bureau, dat vier grote regio's aanduidt in de VS en die verder opdeelt in negen onderverdelingen. Het Zuiden, een van die vier grote regio's, is als volgt onderverdeeld:
- The South Atlantic States: Florida, Georgia, North Carolina, South Carolina, Virginia, West Virginia, Maryland, en Delaware
- The East South Central States: Alabama, Kentucky, Mississippi en Tennessee
- The West South Central States:  Arkansas, Louisiana, Oklahoma en Texas

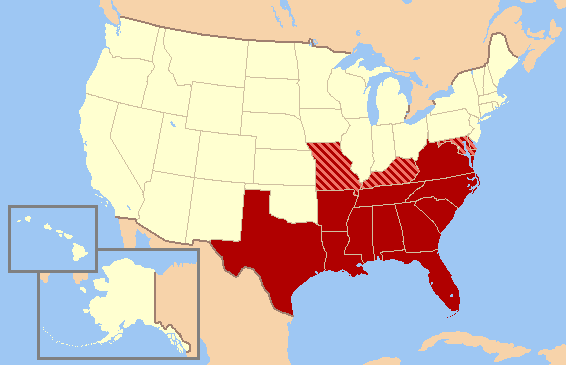
Het historische Amerikaanse zuiden: donkerrode staten behoorden tot de Confederatie, terwijl de gestreepte "border states" waren, die wel bij de Unie hoorden maar toch enige sympathie toonden voor het Zuiden.

Daarnaast bestaat er verschillende andere termen om (delen van) de Zuidelijke Verenigde Staten mee aan te duiden:
- The Old South: ofwel worden hiermee enkel de slavenstaten uit 1776 bedoeld (Virginia, Delaware, Maryland, Georgia, North Carolina en South Carolina), ofwel bedoelt men hiermee alle slavenstaten van voor 1860 (inclusief Kentucky, Tennessee, Alabama, Florida, Mississippi, Missouri, Arkansas, Louisiana en Texas).
- The New South: ongeveer synoniem met de South Atlantic States. Ze worden nieuw genoemd omdat ze stedelijker en etnisch diverser zijn geworden.
- The Solid South: regio die tussen 1877 en 1964 steevast Democratisch stemde, waartoe alle elf voormalig Geconfedereerde staten behoren.
- Southern Appalachia: een term die betrekking heeft op het zuiden van de Appalachen. Deze term slaat meestal op delen van staten, behalve wat betreft West Virginia, dat in z'n geheel in de Appalachen ligt.
- Zuidoostelijke Verenigde Staten: met het Zuidoosten doelt men op de twee Carolina's, Virginia, Tennessee, Kentucky, Georgia, Alabama, Mississippi en Florida.
- The Deep South: de staten aan de Golf van Mexico (Alabama, Georgia, Louisiana, Mississippi en South Carolina en soms ook Texas en Florida).
- The Gulf South: ongeveer synoniem aan Deep South, maar zonder Georgia.
- The Upper South of Upland South: deze term is de tegenhanger van The Deep South en omvat meestal Kentucky, Virginia, West Virginia, Tennessee en North Carolina.
- Dixie: een historische term en bijnaam voor het Zuiden. Hoewel er verschillende definities bestaan, associeert men de term vooral met de staten van de voormalige Confederatie.
- The Mid-South: soms bedoelt men hiermee de East en West South Central States, maar de term kan ook op de staten Tennessee, Arkansas en Mississippi slaan, soms aangevuld door andere staten.
- The Border South: staten op de rand tussen de Confederatie en de Unie, zoals Missouri, Kentucky, Maryland en Delaware, die zich niet van de Unie hebben afgescheiden, maar die wel veel zuidelijke sympathisanten telden.

De populaire definitie van "the South" is informeel en wordt over het algemeen geassocieerd met de staten die zich tijdens de burgeroorlog hadden afgescheiden om de Confederatie te vormen. Deze staten hebben dezelfde geschiedenis en cultuur tot op de dag van vandaag. De grensstaten, Missouri, Kentucky, Maryland en Delaware, die de noordelijke grens vormen worden wat verdeeld tussen het Noorden en het Zuiden waardoor ze zich ook niet afgescheiden hadden tijdens de burgeroorlog terwijl ze wel slavernij toestonden. Afhankelijk van de context worden deze staten wel of niet bij het Zuiden gerekend. West Virginia is een uniek geval omdat het zich van Virginia afscheidde nadat Virginia uit de unie stapte om zich aan te sluiten bij de Confederatie. Of het op cultureel vlak deel is van het Zuiden hangt opnieuw af van de context.
Er zijn verschillende klimaatzones waaronder gematigd, subtropisch, tropisch en droog.

## Geschiedenis
Voor de oprichting van de Verenigde Staten in 1776 waren veel zuidelijke staten al enigszins met elkaar verbonden om economische redenen. Deze staten waren vooral gericht op het houden van grote plantages waarop (veel) slaven werkten. Op deze plantages werden winstgevende gewassen als katoen en tabak verbouwd. De grootste katoenplantages waren te vinden in het diepe zuiden (Deep South), in staten als Louisiana, Alabama en Mississippi.

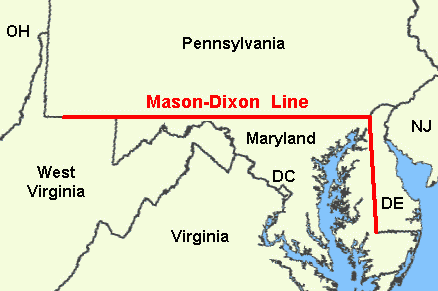
Mason-Dixonlijn

Voor en tijdens de Amerikaanse Burgeroorlog werd de Mason-Dixonlijn en het verlengde daarvan min of meer beschouwd als de grens tussen de Noordelijke en de Zuidelijke staten. Het Zuiden is erg lang een voornamelijk agrarische samenleving gebleven, gebaseerd op slavernij. Industrialisatie vond er nauwelijks plaats terwijl het Noorden in opmars was.
Rond 1800 werd de slavernij in de Noordelijke staten afgeschaft. Het duurde nog minstens 60 jaar voordat dit ook het geval was in de Zuidelijke Staten, ten gevolge van de Amerikaanse Burgeroorlog. De segregatiewetten en de Ku Klux Klan hebben hun oorsprong in de Zuidelijke Staten.